# Álvaro Granados Ortega
Álvaro Granados Ortega   (Terrassa, 8 d'octubre de 1998) és un jugador de waterpolo català.
Format al Club Natació Terrassa, a l'estiu de 2017 va deixar el primer equip i va marxar al Club Natació Atlètic-Barceloneta.
El 2016, amb només 17 anys, va debutar amb la selecció absoluta espanyola. El 2018 en el Campionat d'Europa de Barcelona va guanyar la medalla d'argent. El 2019 va obtenir un altre argent al Campionat del Món de Gwangju i el 2020 va repetir metall en l'Europeu de Budapest.